# Ashampoo
Compania Ashampoo GmbH & Co. KG este o companie internațională bazată pe software din  Oldenburg, Germania. Compania este cel mai bine cunoscută pentru programele Ashampoo Burning Studio și Ashampoo WinOptimizer. Ei sunt membri generali ai Blu-ray Disc Association și ai Association of Shareware Professionals (acesta din urmă nu se reflectă pe site-ul asociației).

## Istorie
Compania Ashampoo a fost fondată în 1999 de către Rolf Hilchner (CEO al Ashampoo). Numele companiei a fost format în timpul unei discuții cu privire la primul lor produs, un utilitar software pentru dezinstalat programe, când Rolf Hilchner menționa că "va curăța Windowsul dumneavoastră ca un șampon". (shampoo traducându-se din engleză în română șampon) Primul lor software făcut public a fost AudioCD MP3 Studio 2000. De atunci eu au ieșit în evidență cu software pentru productivitate de birou, pentru securitate, pentru productivitate de discuri optice, utilitare de sistem, multimedia și CAD.
În 2007 au început să producă mai multe portaluri web germane începând cu airshampoo.de, iar din 2008 netcar.de, enimal.com, și altele.
Din februarie 2011, spun ei, au peste 128 de milioane de instalări de produse și 13 milioane de clienți.

## Produse
Potrivit Ashampoo, software-ul lor de top-vânzare, începând cu anul 2021, este:
- Ashampoo WinOptimizer
- Ashampoo PDF Pro
- Ashampoo Burning Studio
- Ashampoo Backup Pro
- Ashampoo Driver Updater
- Ashampoo Office 8
- Ashampoo Snap 12
- Ashampoo UnInstaller
- Ashampoo Zip Pro 3
- Ashampoo ActionCam
- Ashampoo AntiSpy Pro
- Ashampoo Cinemagraph
- Ashampoo Home Design 6
- Ashampoo Music Studio 8
- Ashampoo Photo Commander 16
- Ashampoo Photo Optimizer 8
- Ashampoo Soundstage Pro
- Ashampoo 3D CAD Architecture
- Ashampoo 3D CAD Professiona 8l